# Walter Hans Schultze
Walter Hans Schultze (* 15. Juni 1880 in Tokio; † 27. April 1964) war ein deutscher Mediziner und Hochschullehrer. Er war von 1909 bis 1949 Leiter des Pathologischen Instituts am Landeskrankenhaus in Braunschweig.

## Leben
Schultzes Eltern waren der Tokio tätige Chirurg Wilhelm Schultze und dessen Ehefrau Emma geb. Wegscheider. Er wuchs in Stettin auf, wo sein Vater 1883 Chef geworden war. Er studierte an der Albert-Ludwigs-Universität Freiburg und der Friedrich-Wilhelms-Universität zu Berlin Medizin. Der Promotion folgte 1907 die Habilitation an der Georg-August-Universität Göttingen. In Braunschweig wurde Schultze am 15. Oktober 1909 als Nachfolger Robert Borrmanns Prosektor und Leiter des Pathologischen Instituts des Herzoglichen Krankenhauses an der Celler Straße. Daneben hielt er weiterhin Vorlesungen an der Universität Göttingen. An der Technischen Hochschule Braunschweig erhielt er als apl. Professor einen Lehrauftrag für Bakteriologie und Hygiene. Von 1921 bis 1929 war er Stadtverordneter. Er setzte sich für die Errichtung des Städtischen Gesundheitsamtes ein und war lange Jahre Vorsitzender des Braunschweiger Ärztevereins. Er starb 1964 auf einer Reise in die Alpen. Sein Sohn Norbert Schultze wurde als Komponist und Dirigent bekannt. Dessen Sohn war Norbert Schultze junior.

## Ehrungen
Im Jahr 1913 wurde Schultze der Titel eines Professors verliehen. Nach ihm ist die Walter-Hans-Schultze-Straße im Braunschweiger Ortsteil Kanzlerfeld benannt.

## Schriften (Auswahl)
Schultze verfasste zahlreiche Arbeiten zur Geschwulst-, Stoffwechsel- und Neuropathologie.
- Ueber das Verhalten der uterinen Decidua bei ektopischer Gravidität. in: Archiv für Gynaekologie. v81 n2 (1907), S. 370–382, ISSN 0003-9128.
- mit Toska Hesekiel, Emma Schultze, Wilhelm Schultze, Gustav Wegscheider: Ein deutscher Chirurg und seine Frau in Japan vor hundert Jahren : Briefe von Dr. Wilhelm Schultze u. seiner Frau Emma geb. Wegscheider an d. Eltern Dr. Wegscheider in Berlin aus Japan 1878–1881. T. Hesekiel, Lübeck 1980, OCLC 831068922. (Herausgegeben von der Enkelin Toska Hesekiel geb. Schultze, zum 100. Geburtstag von Walter Hans Schultze).
- mit Siegfried Löwenthal: Geschichte der Familie Lessing. Mit biologischen Bemerkungen. Nebst einem Anhang: Aerztliche Betrachtungen über Lessings letzte Krankheit und Tod / von W. H. Schultze. (= Braunschweiger Genealogischer Abend. zum Goethe-Lessing-Jahr 1929) Degener, Leipzig 1929, OCLC 313285377.
  - Aerztliche Betrachtungen über Lessings letzte Krankheit u. Tod. Leipzig 1929, OCLC 252859497.